# 978 км
978 км — железнодорожная казарма в Кирово-Чепецком районе Кировской области в составе Кстининского сельского поселения.

## География
Расположена на расстоянии примерно 3 км на северо-восток по прямой от центра поселения села Кстинино к северу от железнодорожной линии Киров-Пермь.

### Климат
Климат характеризуется как континентальный, с продолжительной холодной многоснежной зимой и умеренно тёплым коротким летом. Среднегодовая температура — 1,3 — 1,4 °C. Средняя температура воздуха самого холодного месяца (января) составляет −14,4 — −14,3 °C (абсолютный минимум — −35 °С); самого тёплого месяца (июля) — 17,6 — 17,8 °C (абсолютный максимум — 35 °С). Безморозный период длится в течение 114—122 дней. Годовое количество атмосферных осадков — 500—700 мм, из которых около 70 % выпадает в тёплый период. Снежный покров устанавливается в середине ноября и держится 160—170 дней.

## История
Известна с 1939 года как железнодорожная будка 24 км, в 1950 хозяйств 2 и жителей 5, в 1989 (уже 978 км) 11 жителей . 

## Население
Постоянное население составляло 8 человек (русские 100%) в 2002 году, 8 в 2010.